# Agapanthia schmidti
Agapanthia schmidti là một loài bọ cánh cứng trong họ Cerambycidae.